# Les Borges Blanques
Les Borges Blanques település Spanyolországban, Lleida tartományban. Les Borges Blanques Juneda, Castelldans, Puiggròs, Arbeca, La Floresta, Vinaixa, L'Albi és Cervià de les Garrigues községekkel határos. Lakosainak száma 6379 fő (2024).

## Népesség
A település népessége az utóbbi években az alábbiak szerint változott:
| Lakosok száma | 468  | 3816 | 4654 | 5086 | 5206 | 5425 | 6058 | 6088 | 6087 | 6379 |
|               | 1717 | 1887 | 1936 | 1960 | 1986 | 2004 | 2009 | 2014 | 2019 | 2024 |